# Czermosznoje (rejon sołncewski)
Czermosznoje (ros. Чермошное) – wieś (sieło) w Rosji, w obwodzie kurskim, w rejonie sołncewskim. W 2010 liczyła 403 mieszkańców.